# Pokémon Platine
Pokémon version platine (ポケットモンスタープラチナ, Poketto Monsutā Purachina) est un jeu vidéo sorti sur Nintendo DS et développé par Game Freak. Ce jeu est complémentaire à Pokémon Diamant et Perle, appartenant à la série de jeux vidéo Pokémon. Le jeu est sorti au Japon le 13 septembre 2008, en Amérique du Nord le 22 mars 2009 et en Europe le 22 mai 2009. Tout comme dans les versions jaune, cristal ou émeraude, il est possible de capturer les Pokémon légendaires de Pokémon Diamant et de Pokémon Perle. Le joueur peut ainsi capturer à la fois Dialga et Palkia ainsi que Giratina, la mascotte du jeu. La version intègre également l'ajout de différentes formes des Pokémon Giratina, Shaymin et Motisma. La Team Galaxie tente par ailleurs de s'approprier Giratina afin de plonger le monde dans les ténèbres. Certains endroits changent légèrement et le climat est plus froid.
Certains lieux, telles les arènes du jeu ou les centres Pokémon ont été remaniés, l'apparence du héros a été revue, la difficulté a été relevée, de nouveaux personnages ont fait leur apparition notamment dans la Team Galaxie qui joue un rôle plus important. Le bâtiment du GTS s'appelle désormais Terminal Mondial et permet désormais de regarder ou d'envoyer des vidéos de combat d'autrui.
Famitsu, magazine reconnu dans le domaine du jeu vidéo, a attribué un 36/40 à Pokemon Platine. Le jeu remporte également le prix d’excellence du meilleur jeu toutes générations confondues. Cette version s'est écoulée à plus de 3,75 millions d'exemplaires dans le monde.
Cependant, dans les versions européennes du jeu, les machines à sous ont été supprimées en raison d'une loi européenne concernant les jeux d'argent. PEGI a voulu rendre le jeu accessible à tous en mettant le jeu interdit aux moins de 3 ans, car sinon il aurait été interdit aux moins de 18 ans en présence de jeux de casino. Cette modification ne touche que les versions européennes du jeu.

## Gameplay
Pokemon Platine est un RPG. Les mécaniques de base sont les mêmes que dans Pokemon Diamant et Perle. Comme pour tous les jeux Pokemon sur console portable sortis jusqu'à la version Platine, le jeu se déroule en vue du dessus où le joueur contrôle un personnage qui se déplace sur une carte.
Quand le joueur se déplace dans les hautes herbes ou dans les grottes, celui-ci peut faire des rencontres aléatoires avec des pokemon sauvages. Le joueur peut aussi rencontrer des dresseurs sur son chemin. Lorsque le joueur rencontre un pokemon sauvage ou un dresseur, un combat au tour par tour se lance. Si le joueur rencontre un pokemon  sauvage il aura aussi la possibilité de capturer celui-ci, permettant ainsi d'agrandir sa collection.

## Nouveautés depuis Diamant et Perle

### Nouveaux lieux
La version Platine intègres de nouveaux lieux : le Square Wi-Fi qui contient trois mini-jeux (Cirque Jr, Eclate-Toké et gob'Tout) et permet jusqu'à 20 joueurs de se connecter (cependant, cette fonctionnalité n'est plus disponible depuis la fermeture de la CWF Nintendo), la zone de combat (qui remplace la tour de combat), le monde distorsion, le café et la villa.
Le Pokedex contient 59 pokémon de plus, deux nouveaux personnages ont été ajoutés (Beladonis et Pluton) et de nouveaux éléments de scénario.

### Changements esthétiques

#### Impression d'une région plus froide
Pour donner au joueur une l'impression que le climat soit plus froid de la neige a été rajouté dans certains lieu et certains personnages portent des tenues plus chaudes.

#### Dans les combats
L'animation des pokemon dans les combats ont été modifiés, certains dresseurs utilisent des décorations sur les Poké Ball (sceaux) ont été ajoutés et l'écran de combat a été un peu modifié.
D'autres modifications mineures peuvent être trouvées.